# Anna Förster
Anna Förster (* 13. April 1979 in Sofia, Bulgarien) ist eine deutsche Informatikerin und Hochschullehrerin.

## Leben
Förster studierte von 1998 bis 2000 an der Technischen Universität Sofia, danach bis 2004 an der Freien Universität Berlin mit dem Abschluss Master of Science in Informatik und Raumfahrttechnik. Danach arbeitete sie bis 2005 als IT-Consultant bei McKinsey & Company in Berlin. Bis 2010 forschte sie an der Università della Svizzera italiana in Lugano (Schweiz), wo sie 2009 im Bereich von selbstlernenden Sensornetzwerken promovierte. Von 2010 bis 2014 arbeitete sie als Researcher an der Università professionale della Svizzera italiana in Lugano. Seit 2015 ist sie Professorin für Kommunikationsnetzwerke an der Universität Bremen.
Sie forscht in den Bereichen Design und Implementierung von selbstorganisierenden Netzwerken, wie drahtlosen Sensornetzwerken oder opportunistischen Netzwerken.